# Pomnik buhaja Ilona w Osowej Sieni
Pomnik buhaja Ilona – betonowy pomnik buhaja o imieniu Ilon, zlokalizowany na skraju miejscowości Osowa Sień w gminie Wschowa, przy szosie Wschowa-Włoszakowice. Pomnik buhaja Ilona jest znakiem firmowym przedsiębiorstwa Hodowli Zwierząt Zarodowych Osowa Sień.

## Historia
Buhaj Ilon był w Polsce prototypem rozpłodowym rasy holsztyno-fryzyjskiej, stanowiąc z uwagi na swoją nieprzeciętną wydajność dumę Państwowego Ośrodka Hodowli Zarodowej Osowa Sień (placówka została odznaczona Orderem Sztandaru Pracy I klasy). Zwierzę urodziło się w miejscowym ośrodku hodowlanym, a jego matką była krowa sprowadzona w 1974 ze Stanów Zjednoczonych. 
Pomnik upamiętniający byka wybudowano w 1982 staraniem Edmunda Apolinarskiego, ówczesnego dyrektora ośrodka hodowlanego. Jego autorem jest Tomasz Bończa-Ozdowski. Monument został wzniesiony w miejscu stojącej wcześniej kolumny upamiętniającej pruskiego kanclerza Ottona von Bismarcka, rozebranej w latach 60. XX wieku. Buhaja na wysokim cokole ustawiono zadem w kierunku Niemiec, co było zgodne z wolą pomysłodawcy. 
Na cokole umieszczone są dwie tablice pamiątkowe o treści:

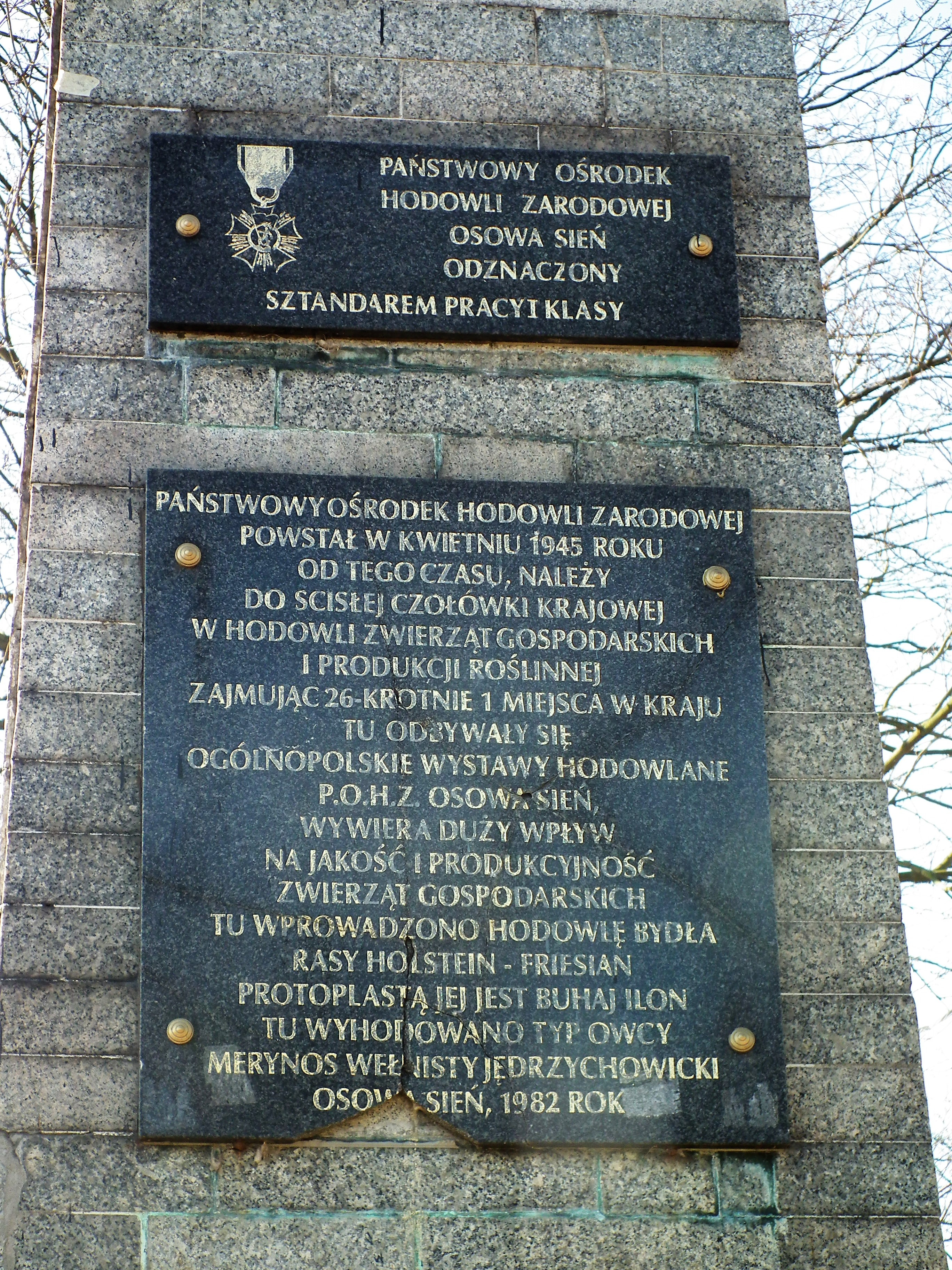

## Tradycja lokalna
Odnotowano lokalną, wielkanocną tradycję malowania jąder Ilona na wzór pisanek.